# Culicoides saintjusti
Culicoides saintjusti är en tvåvingeart som beskrevs av Tavares och Ruiz 1980. Culicoides saintjusti ingår i släktet Culicoides och familjen svidknott. Inga underarter finns listade i Catalogue of Life.